# Сумах оцтовий
Сума́х оцтовий, сумах коротковолосий, сумах волосистий, сумах оленерогий або оцтове дерево (Rhus typhina) — вид квіткових рослин родини анакардієвих (Anacardiaceae).

## Поширення
Батьківщиною рослини є східні райони Канади та США. Поширений від острова Принца Едуарда, Квебеку, Онтаріо та Вісконсину, на південь через Мічиган та Іллінойс, до південних штатів Теннессі, Алабами та Джорджії. Як декоративна рослина, вид широко культивується у помірних регіонах по всьому світі.

## Опис
Невелике дерево (9-12 м заввишки). Пагони світло-бурого кольору, товсті, пориті густими м'якими червонуватими залозками. Листки темно-зеленого кольору. Розташування листків почергове, довжина до 50–60 см; непарноперисті — складаються з 10–30 листочків, продовгувато-лацентної форми, до верху загострені, по краю дрібнопильчаті, розташовані на коротких опушених черешках. Дводомна рослина. Маточкові квітки зеленувато-жовті, в густих волотях, завдовжки 10–20 см, тичинкові — у більших, але менш густих волотях, червоного кольору. Плоди — кулясті кістянки, густо покриті червоними волосками.
Росте на узліссях лісів і пустирях. Цвіте в червні-липні. Плоди дозрівають в серпні-вересні та залишаються на кущах у червонувато-коричневих волотях до весни. Починає цвісти та плодоносити на четвертому-п'ятому році життя. Через 15–20 років рослина відмирає.

## Використання
Дерево вирощують як декоративну рослину. Культивують у садах і парках. Деревина щільна, з гарним візерунком, іде на столярні та токарні вироби. Плоди раніше використовувались для підкислення виноградного оцту (звідки й назва дерева); використовують для виготовлення напоїв. У листках і корі містяться таніни.

## Охорона
В Україні, як декоративна рослина, інколи охороняється. Наприклад, створено ботанічні пам'ятки природи місцевого значення у м. Золотоноша: «Оцтові дерева, школа № 6», «Оцтові дерева, вулиця Благовіщенська».

## Галерея

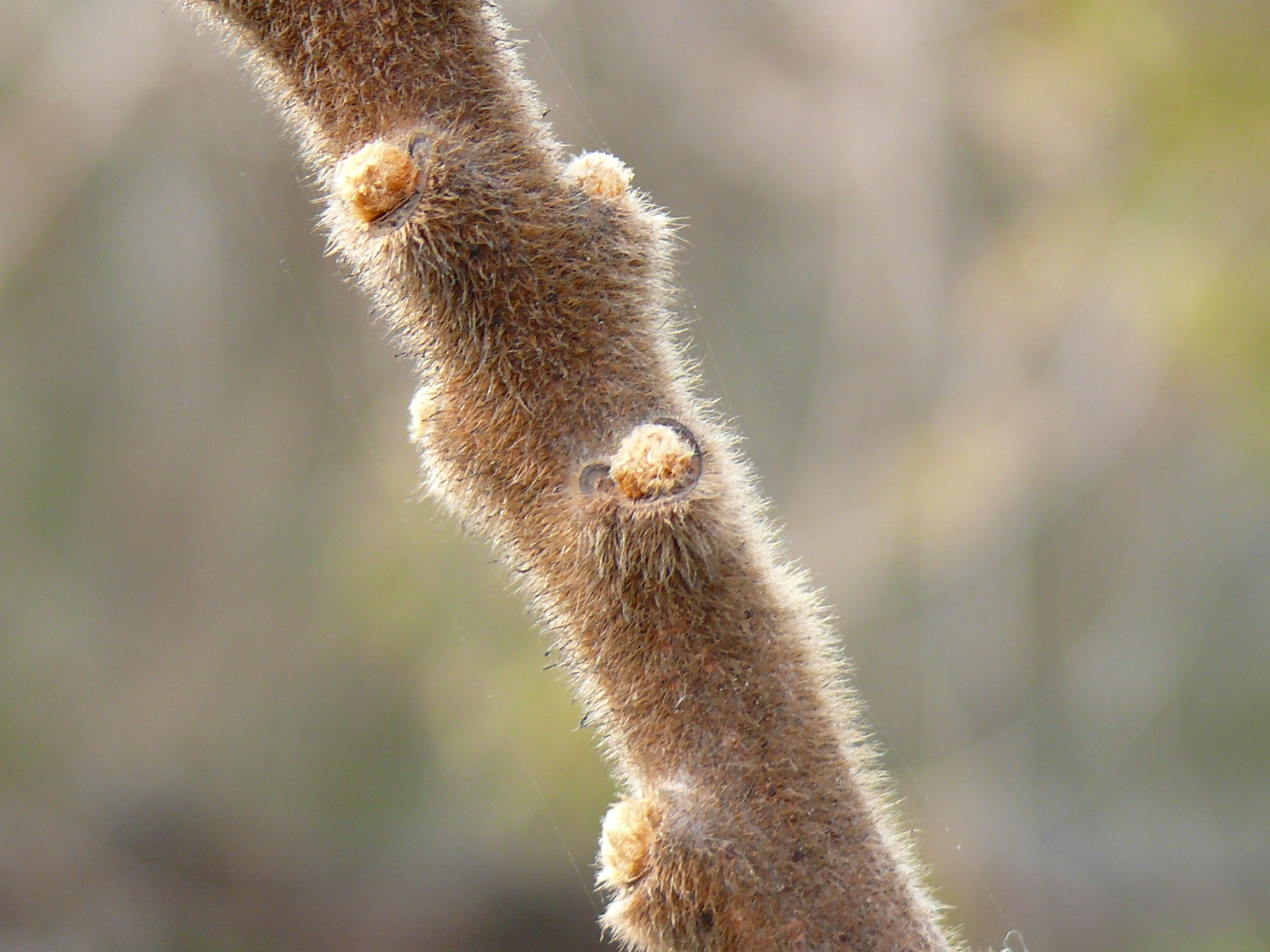
Ворсисті пагони навесні нагадують панти оленей
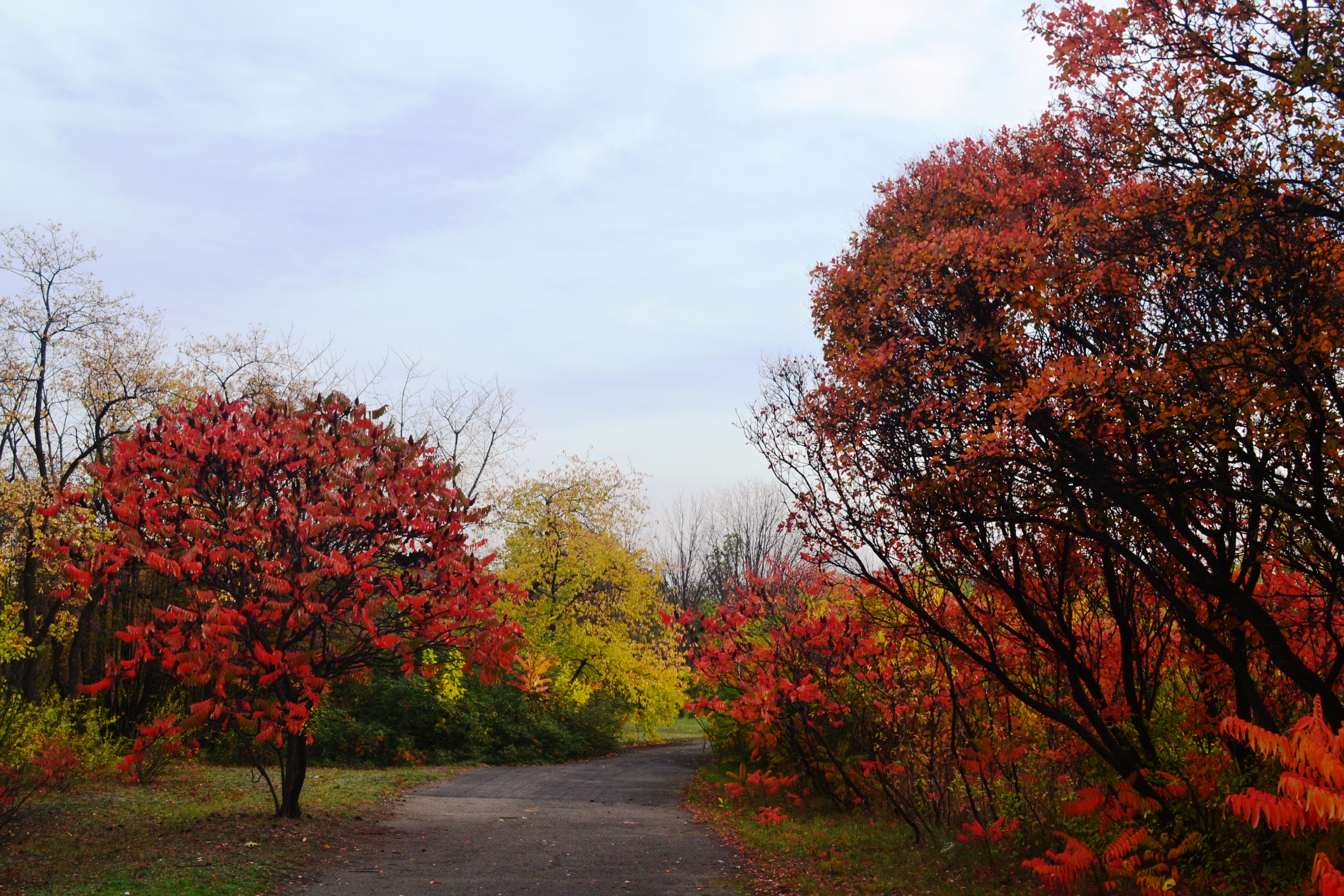
Дерево восени
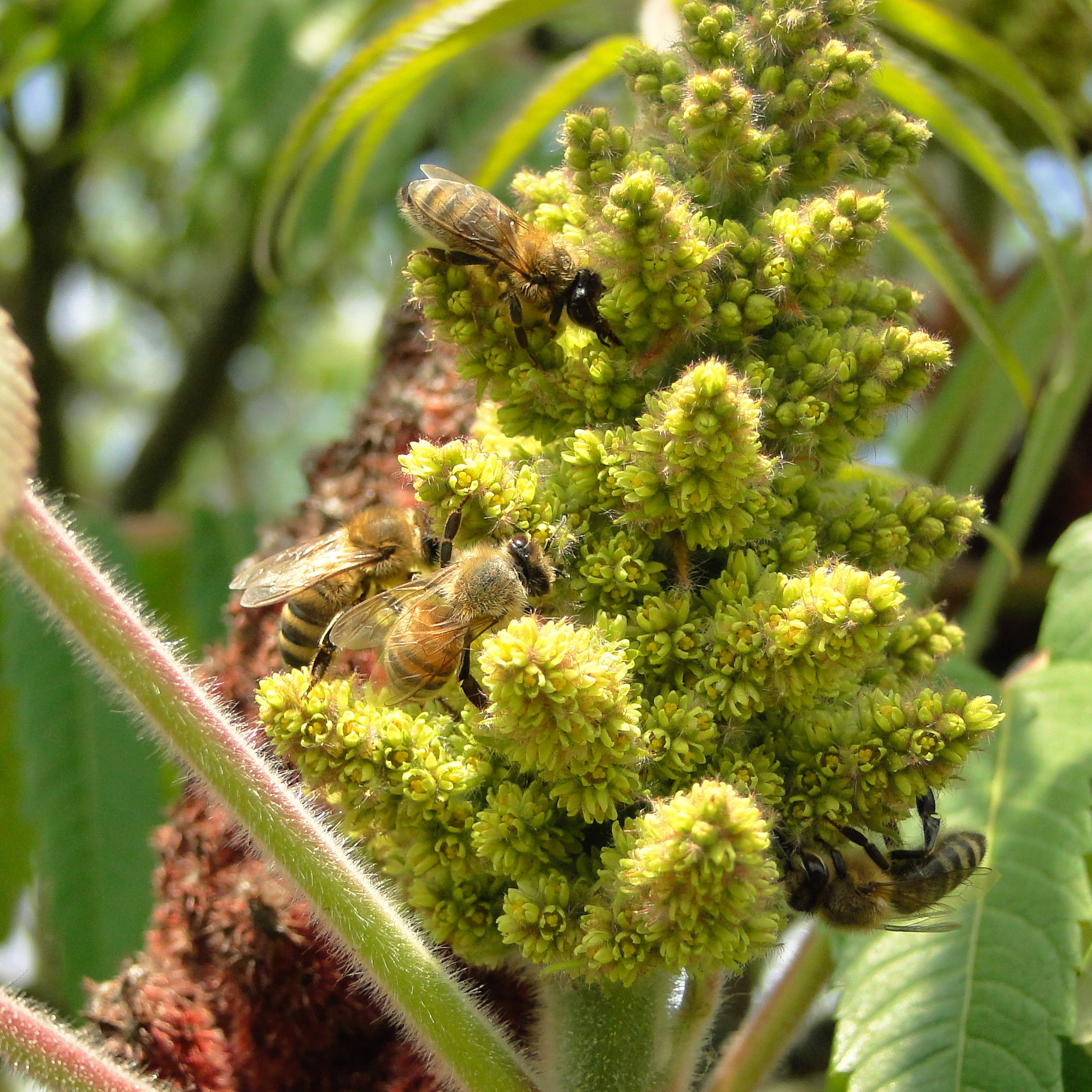
Бджоли на квітах влітку
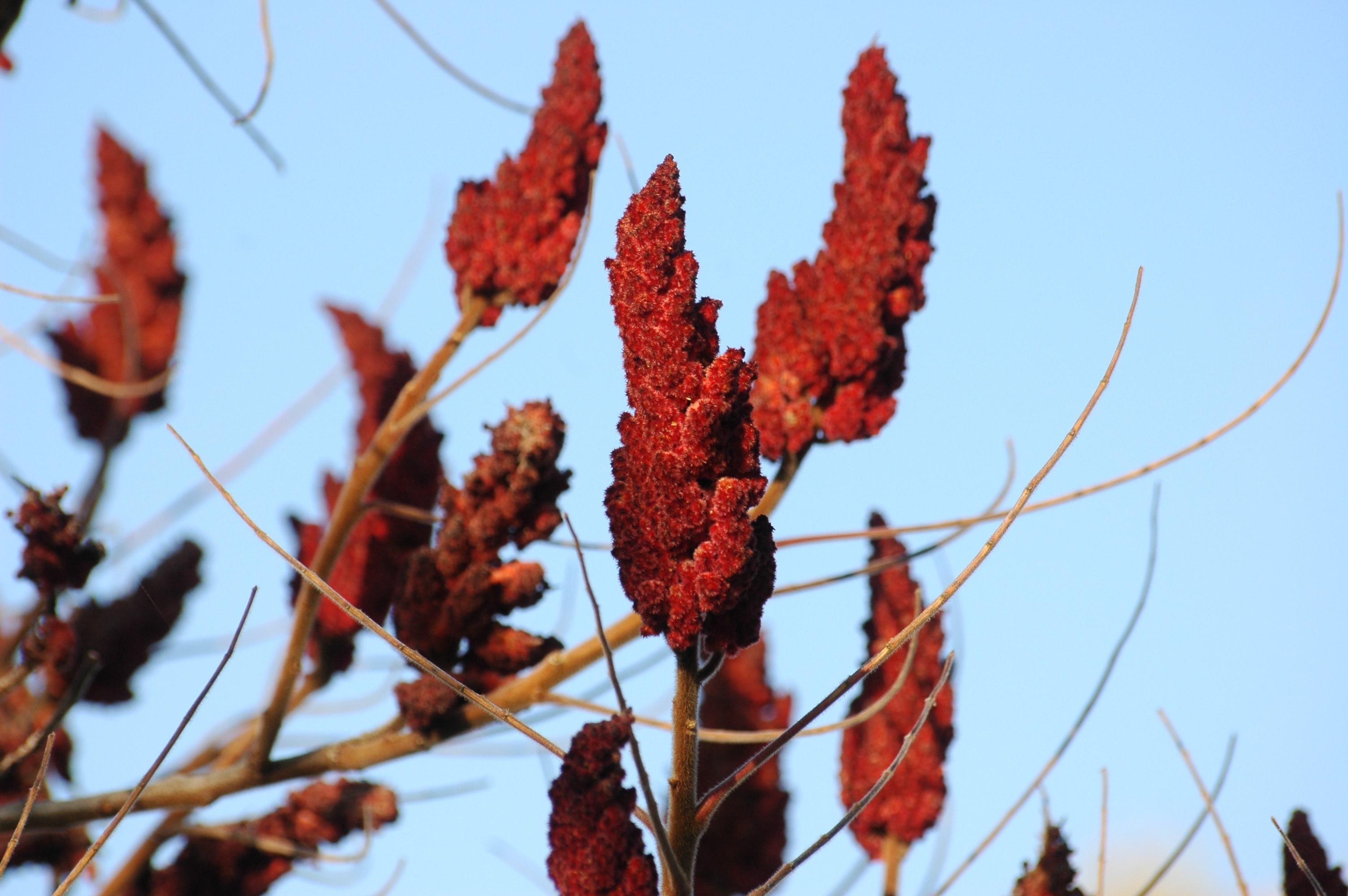
Плоди